# Hematologie
Hematologia este ramura medicinei interne care se ocupă cu sângele, organele care îl produc și bolile acestuia. Hematologia include studiul etiologiei, diagnosticării, tratării, identificării posibilelor complicații si profilaxiei bolilor sangvine. Medicul de laborator este cel care realizează toate testele necesare studiului sângelui.
Bolile sangvine afectează producerea sângelui și/sau a componentelor acestuia, cum ar fi celulele sangvine (hematii, tromobocite si leucocite), hemoglobina, proteine sangvine(ex. albumine, globuline, TGP, TGO, factori ai coagulării, imunoglobuline, anticorpi, transferina, ceruloplasmina, etc), mecanismele coagularii, etc.

## Hematologi, Medici de laborator, Anatomopatologi
Medicii specializați în hematologie sunt cunoscuți ca hematologi. Munca lor de rutină include îngrijirea și tratamentul pacienților cu boli hematologice. Medicii care lucreză în laboratoare sunt cunoscuți ca medici de laborator. Anatomopatologii sunt cei responsabili de vizualizarea sub microscop a frotiurilor de țesut hematopoietic ( din măduva osoasă / măduva roșie din oasele late - stern, coxal, etc ). Există boli sangvine (ex. leucemie, limfom Hodgkin, mielom multiplu ) ce necesită o strânsă colaborare între hematolog si oncolog. 
Cuvântul hema vine din grecescul aima ce înseamnă sânge iar -ologie înseamnă studiu al.

## Teste uzuale de hematologie
- numărul hematiilor.
- numărul leucocitelor, împărțite în:
  - Granulocite: Polimorfonucleare neutrofile ( PMN sau Neutrocite), Eozinocite, Bazocite.
  - Agranulocite: Limfocite, Monocite.
- numărul trombocitelor.
- valoarea hemoglobinei.
- valoarea hematocritului.
- viteza de sedimentare a hematiilor.
- indicii eritrocitari:
  - VEM (volumul eritrocitar mediu)
  - HEM (hemoglobina eritrocitară medie)
  - CHEM (concentrația eritrocitară medie)
- timpi de coagulare:
  - timp de sângerare
  - timp de coagulare
  - timp de protrombină
  - timp parțial de tromboplastină
- etc.

## Hematologia ca știință medicală de bază
- Sânge
  - Sânge venos
  - Puncția venoasă
  - Hematopoieză
  - Teste sangvine
  - Sânge cardiac
- Hematii
  - Eritropoieză
  - Eritropoietină
  - Metabolismului fierului
  - Hemoglobină
  - Glicoliză
  - Glucoz-6-fosfat dehidrogenază
- Sistem reticuloendotelial
  - Maduvă osoasă
  - Splină
  - Ficat
- Sistem limfatic
- Transfuzie sangvină
  - Plasmă sangvină
  - Centru transfuzii sânge
  - Donatori de sânge
  - Grupe sangvine
- Hemostază
  - Coagulare
  - Vitamina K
- Sistemul complement
  - Imunoglobuline

## Clasificarea bolilor hematologice
- Hemoglobinopatii (defecțiuni ereditare ale moleculei de hemoglobină sau a ratei sintezei acesteia)
  - Siclemie (drepanocitoză, anemie falciformă, hemoglobinoză S)
  - Talasemie
  - Methemoglobinemie
- Anemii (număr scăzut de hematii)
  - Anemie feriprivă
  - Anemie megaloblastică
    - Deficiență de vitamina B12
      - Anemie pernicioasă

    - Deficiență de folați

  - Anemie hemolitică
    - Anomalii genetice ale membranelor hematice
      - Sferocitoză ereditară
      - Eliptocitoză ereditară

    - Modificări genetice ale membranei hematiilor
      - Deficiență de Glucoz-6-fosfatdehidrogenază
      - Deficientă de piruvatkinază

    - Anemii hemolitice determinate imun (cu test Coombs pozitiv) 
      - Anemii hemolitice autoimune
        - Anemie hemolitică cu anticorpi la cald
          - Idiopatică
          - Asociată lupusului eritematos sistemic
          - Sindromul Evans (cu anticorpi antitrombocite si anticorpi hemolitici)

        - Anemii hemolitice cu anticorpi la rece
          - Sindromul idiopatic al hemaglutininei reci
          - Mononucleoză infecțioasă
          - Hemoglubinurie rece paroxistică

      - Anemii hemolitice izoimune
        - Boala hemolitică a nou-născutului
          - Boala determinată de incompatibilitate în sistemul Rh
          - Boala hemolitică a nou-născtului determinată de incompatibilitate în sistemul AB0
          - Boala hemolitică a nou-născutului determinată de incompatibilite în sistemul Anti-Kell
          - Boala hemolitică a nou-născutului determinată de incompatibilite în sistemul Rhesus C
          - Boala hemolitică a nou-născutului determinată de incompatibilite în sistemul Rhesus E
          - Alte boli determinate de incompatibilităti în diverse sisteme (RhC, RhE, Kid, Duffy, MN, P și altele)

      - Anemii hemolitice induse de medicamente
        - Indusă de penicilină
        - Indusă de metil-dopa

    - Hemoglobinopatii
    - Hemoglobinurie paroxistică nocturnă
    - Modificari fizice ale hematiilor
      - Anemie hemolitică microangiopatică
      - Consecutivă implantului de valvă artificială de cord

  - Anemii aplastice
    - Anemie Fanconi
    - Anemie Diamond-Blackfan
    - Aplazie a hematiilor mostenită
- Numar scazut de celule sangvine
  - Sindromul mielodisplastic
  - Mielofibroză
  - Neutropenie (scăderea numărului neutrofilelor - PMN-urilor )
  - Agranulocitoză
  - Trombastenie Glanzman
  - Trombocitopenie (scăderea numărului trombocitelor - plachetelor sangvine)
    - Purpură trombocitopenică idiopatică
    - Purpură trombocitopenică trombotică
    - Trombocitopenie indusă de heparină (substantă cu efect anticoagulant)
- Defecte mieloproliferative
  - Policitemie vera
  - Leucocitoză
  - Trombocitoză (creșterea numărului trombocitelor)
  - Defect mieloproliferativ
- Boli hematologice maligne
  - Limfoame
    - Boala Hodgkin
    - Limfomul non-Hodgkin
    - Limfomul Burkitt
    - Limfomul cu celule mari anaplastice
    - Limfomul splenic marginal
    - Limfomul celulelor T hepatice
    - Limfomul celulelor T angioimunoblastice

  - Mieloame
    - Mielomul multiplu
    - Macroglobulinemie Waldenstrom

  - Plasmocitoză
  - Leucemii
    - Leucemie acută limfatică
    - Leucemie cronică limfatică
    - Leucemie acută mieloblastică
    - Leucemie cronică mieloblastică
    - Leucemia celulelor T
    - Leucemia celulelor B
    - Leucemie cronică neutrofilică
    - Leucemie cu celule păroase
    - Leucemie limfocitară granulară cu celule T
    - Leucemie cu celule NK agresive
- Coagulopatii (modificări ale timpilor de sângerare și coagulare a sângelui)
  - Trombocitoză
  - Tromboză recurentă
  - Coagulare intravasculară diseminată (CID)
  - Deficiență de factori de coagulare
    - Hemofilie
      - Hemofilie A
      - Hemofilie B (lipsa factorului Christmas, boala Christmas)
      - Hemofilie C

    - Boala von Villebrand
    - Coagulare vasculară diseminată
    - Deficiență de proteina S
    - Sindromul antifosfolipidic

  - Modificări trombocitare
    - Trombocitopenie
    - Trombastenie Glanzman
    - Sindromul Wiskott-Aldrich
- Altele
  - Hemocromatoză
  - Splenotomie
  - Hipersplenism
    - Boala lui Gaucher

  - Gamopatie monoclonală cu semnificație nedeterminată
- Modificări hematologice consecutive modificărilor non-hematologice
  - Anemia din bolile cronice
  - Mononucleoză infecțioasă
  - SIDA
  - Malarie
  - Leishomanioză

## Teste
Teste utilizate în diagnosticarea bolilor hematologice:
- Numărătoarea celulelor
- VSH (viteza de sedimentare a hematiilor)
- Valorile indicilor eritrocitari (VEM, CHEM, HEM)
- Valorile hemoglobinei și a hematocritului
- Frotiu din măduva osoasă
- Testul Coombs
- Presiune cu lama pentru diferențiere între leziuni vasculare si non-vasculare
- Valoarea feritinei serice
- Valorile vitaminei B12 si a acidului folic
- Timpul de protrombină
- Timpul de tromboplastină parțială
- Electroforeza proteinelor
- Valoarea D-dimer

## Tratamente
Tratamentele includ:
- Sfaturi privind dieta
- Medicație orală
- Terapie anticoagulantă
- Injecții intramusculare (ex. vit B12)
- Transfuzii sangvine
- Venesecția (recomandată în policitemii)
- Transplant de măduvă osoasă
- Chimioterapie
- Radioterapie